# Kvalspelet till Europamästerskapet i fotboll 1968 (grupp 7)
Kvalspelet till Europamästerskapet i fotboll 1968 (grupp 7) spelades mellan den 2 oktober 1966 och 23 december 1967

## Tabell
| Nr | Lag ( )   | S | V | O | F | GM | IM | MS  | P |
| -- | --------- | - | - | - | - | -- | -- | --- | - |
| 1  | Frankrike | 6 | 4 | 1 | 1 | 14 | 6  | +8  | 9 |
| 2  | Belgien   | 6 | 3 | 1 | 2 | 14 | 9  | +5  | 7 |
| 3  | Polen     | 6 | 3 | 1 | 2 | 13 | 9  | +4  | 7 |
| 4  | Luxemburg | 6 | 0 | 1 | 5 | 1  | 18 | −17 | 1 |

## Matcher
|             | 2 oktober 1966 | Polen                                                                       | 4 – 0           | Luxemburg | Stadion Florian Krygier | |
| 12:00 UTC+1 | 12:00 UTC+1    | Andrzej Jarosik 49′ Jan Liberda 54′ Ryszard Grzegorczyk 73′ Jerzy Sadek 88′ | (0 – 0) Rapport |           | Szczecin Publik: 25 000<refname="Rsssf">{{Webbref\|url=http://www.rsssf.com/tables/68e-full.html%7Ctitel=EuropeanChampionship1 968(Details)\|hämtdatum=8juli2 017\|utgivare=Rsssf}}</ref> Domare: Erwin Vetter (Östtyskland) | Szczecin Publik: 25 000<refname="Rsssf">{{Webbref\|url=http://www.rsssf.com/tables/68e-full.html%7Ctitel=EuropeanChampionship1 968(Details)\|hämtdatum=8juli2 017\|utgivare=Rsssf}}</ref> Domare: Erwin Vetter (Östtyskland) |
| 12:00 UTC+1 | 12:00 UTC+1    |                                                                             |                 |           | Szczecin Publik: 25 000<refname="Rsssf">{{Webbref\|url=http://www.rsssf.com/tables/68e-full.html%7Ctitel=EuropeanChampionship1 968(Details)\|hämtdatum=8juli2 017\|utgivare=Rsssf}}</ref> Domare: Erwin Vetter (Östtyskland) | Szczecin Publik: 25 000<refname="Rsssf">{{Webbref\|url=http://www.rsssf.com/tables/68e-full.html%7Ctitel=EuropeanChampionship1 968(Details)\|hämtdatum=8juli2 017\|utgivare=Rsssf}}</ref> Domare: Erwin Vetter (Östtyskland) |
| 12:00 UTC+1 | 12:00 UTC+1    |                                                                             |                 |           | Szczecin Publik: 25 000<refname="Rsssf">{{Webbref\|url=http://www.rsssf.com/tables/68e-full.html%7Ctitel=EuropeanChampionship1 968(Details)\|hämtdatum=8juli2 017\|utgivare=Rsssf}}</ref> Domare: Erwin Vetter (Östtyskland) | Szczecin Publik: 25 000<refname="Rsssf">{{Webbref\|url=http://www.rsssf.com/tables/68e-full.html%7Ctitel=EuropeanChampionship1 968(Details)\|hämtdatum=8juli2 017\|utgivare=Rsssf}}</ref> Domare: Erwin Vetter (Östtyskland) |

|             | 22 oktober 1966 | Frankrike                            | 2 – 1           | Polen                   | Parc des Princes                                                                  |                                                                                   |
| 15:00 UTC+1 | 15:00 UTC+1     | Fleury Di Nallo 26′ Georges Lech 85′ | (1 – 0) Rapport | 61′ Ryszard Grzegorczyk | Paris Publik: 25 000<refname="Rsssf"/> Domare: Gerhard Schulenburg (Västtyskland) | Paris Publik: 25 000<refname="Rsssf"/> Domare: Gerhard Schulenburg (Västtyskland) |
| 15:00 UTC+1 | 15:00 UTC+1     |                                      |                 |                         | Paris Publik: 25 000<refname="Rsssf"/> Domare: Gerhard Schulenburg (Västtyskland) | Paris Publik: 25 000<refname="Rsssf"/> Domare: Gerhard Schulenburg (Västtyskland) |
| 15:00 UTC+1 | 15:00 UTC+1     |                                      |                 |                         | Paris Publik: 25 000<refname="Rsssf"/> Domare: Gerhard Schulenburg (Västtyskland) | Paris Publik: 25 000<refname="Rsssf"/> Domare: Gerhard Schulenburg (Västtyskland) |

|             | 11 november 1966 | Belgien                 | 2 – 1           | Frankrike        | Heyselstadion                                                                |                                                                              |
| 15:00 UTC+1 | 15:00 UTC+1      | Paul Van Himst 51′, 54′ | (0 – 0) Rapport | 67′ Georges Lech | Bryssel Publik: 43 404<refname="Rsssf"/> Domare: John Keith Taylor (England) | Bryssel Publik: 43 404<refname="Rsssf"/> Domare: John Keith Taylor (England) |
| 15:00 UTC+1 | 15:00 UTC+1      |                         |                 |                  | Bryssel Publik: 43 404<refname="Rsssf"/> Domare: John Keith Taylor (England) | Bryssel Publik: 43 404<refname="Rsssf"/> Domare: John Keith Taylor (England) |
| 15:00 UTC+1 | 15:00 UTC+1      |                         |                 |                  | Bryssel Publik: 43 404<refname="Rsssf"/> Domare: John Keith Taylor (England) | Bryssel Publik: 43 404<refname="Rsssf"/> Domare: John Keith Taylor (England) |

|             | 26 november 1966 | Luxemburg | 0 – 3           | Frankrike                                         | Stade Josy Barthel                                                                   |                                                                                      |
| 15:00 UTC+1 | 15:00 UTC+1      |           | (0 – 3) Rapport | 8′ Yves Herbet 40′ Hervé Revelli 41′ Georges Lech | Luxemburg Publik: 3 000<refname="Rsssf"/> Domare: Laurens van Ravens (Nederländerna) | Luxemburg Publik: 3 000<refname="Rsssf"/> Domare: Laurens van Ravens (Nederländerna) |
| 15:00 UTC+1 | 15:00 UTC+1      |           |                 |                                                   | Luxemburg Publik: 3 000<refname="Rsssf"/> Domare: Laurens van Ravens (Nederländerna) | Luxemburg Publik: 3 000<refname="Rsssf"/> Domare: Laurens van Ravens (Nederländerna) |
| 15:00 UTC+1 | 15:00 UTC+1      |           |                 |                                                   | Luxemburg Publik: 3 000<refname="Rsssf"/> Domare: Laurens van Ravens (Nederländerna) | Luxemburg Publik: 3 000<refname="Rsssf"/> Domare: Laurens van Ravens (Nederländerna) |

|             | 19 mars 1967 | Luxemburg | 0 – 5           | Belgien                                                | Stade Josy Barthel                                                        |                                                                           |
| 16:00 UTC+1 | 16:00 UTC+1  |           | (0 – 3) Rapport | 19′, 36′ Paul Van Himst 30′, 59′, 73′ Jacques Stockman | Luxemburg Publik: 10 000<refname="Rsssf"/> Domare: Karl Goeppel (Schweiz) | Luxemburg Publik: 10 000<refname="Rsssf"/> Domare: Karl Goeppel (Schweiz) |
| 16:00 UTC+1 | 16:00 UTC+1  |           |                 |                                                        | Luxemburg Publik: 10 000<refname="Rsssf"/> Domare: Karl Goeppel (Schweiz) | Luxemburg Publik: 10 000<refname="Rsssf"/> Domare: Karl Goeppel (Schweiz) |
| 16:00 UTC+1 | 16:00 UTC+1  |           |                 |                                                        | Luxemburg Publik: 10 000<refname="Rsssf"/> Domare: Karl Goeppel (Schweiz) | Luxemburg Publik: 10 000<refname="Rsssf"/> Domare: Karl Goeppel (Schweiz) |

|             | 16 april 1967 | Luxemburg | 0 – 0           | Polen | Stade Josy Barthel                                                        |                                                                           |
| 16:00 UTC+1 | 16:00 UTC+1   |           | (0 – 0) Rapport |       | Luxemburg Publik: 7 000<refname="Rsssf"/> Domare: Einer Poulsen (Danmark) | Luxemburg Publik: 7 000<refname="Rsssf"/> Domare: Einer Poulsen (Danmark) |
| 16:00 UTC+1 | 16:00 UTC+1   |           |                 |       | Luxemburg Publik: 7 000<refname="Rsssf"/> Domare: Einer Poulsen (Danmark) | Luxemburg Publik: 7 000<refname="Rsssf"/> Domare: Einer Poulsen (Danmark) |
| 16:00 UTC+1 | 16:00 UTC+1   |           |                 |       | Luxemburg Publik: 7 000<refname="Rsssf"/> Domare: Einer Poulsen (Danmark) | Luxemburg Publik: 7 000<refname="Rsssf"/> Domare: Einer Poulsen (Danmark) |

|             | 21 maj 1967 | Polen                                               | 3 – 1           | Belgien           | Schlesienstadion                                                       |                                                                        |
| 12:00 UTC+1 | 12:00 UTC+1 | Włodzimierz Lubański 28′, 41′ Zygfryd Szołtysik 72′ | (2 – 0) Rapport | 52′ Wilfried Puis | Chorzów Publik: 65 000<refname="Rsssf"/> Domare: Toimi Olkku (Finland) | Chorzów Publik: 65 000<refname="Rsssf"/> Domare: Toimi Olkku (Finland) |
| 12:00 UTC+1 | 12:00 UTC+1 |                                                     |                 |                   | Chorzów Publik: 65 000<refname="Rsssf"/> Domare: Toimi Olkku (Finland) | Chorzów Publik: 65 000<refname="Rsssf"/> Domare: Toimi Olkku (Finland) |
| 12:00 UTC+1 | 12:00 UTC+1 |                                                     |                 |                   | Chorzów Publik: 65 000<refname="Rsssf"/> Domare: Toimi Olkku (Finland) | Chorzów Publik: 65 000<refname="Rsssf"/> Domare: Toimi Olkku (Finland) |

|             | 17 september 1967 | Polen               | 1 – 4           | Frankrike                                                | Stadion Dziesięciolecia                                                           |                                                                                   |
| 13:00 UTC+1 | 13:00 UTC+1       | Lucjan Brychczy 26′ | (1 – 2) Rapport | 13′ Robert Herbin 33′, 85′ Fleury Di Nallo 63′ André Guy | Warszawa Publik: 70 000<refname="Rsssf"/> Domare: Ferdinand Marschall (Österrike) | Warszawa Publik: 70 000<refname="Rsssf"/> Domare: Ferdinand Marschall (Österrike) |
| 13:00 UTC+1 | 13:00 UTC+1       |                     |                 |                                                          | Warszawa Publik: 70 000<refname="Rsssf"/> Domare: Ferdinand Marschall (Österrike) | Warszawa Publik: 70 000<refname="Rsssf"/> Domare: Ferdinand Marschall (Österrike) |
| 13:00 UTC+1 | 13:00 UTC+1       |                     |                 |                                                          | Warszawa Publik: 70 000<refname="Rsssf"/> Domare: Ferdinand Marschall (Österrike) | Warszawa Publik: 70 000<refname="Rsssf"/> Domare: Ferdinand Marschall (Österrike) |

|             | 8 oktober 1967 | Belgien                 | 2 – 4           | Polen                                              | Heyselstadion                                                                     |                                                                                   |
| 15:00 UTC+1 | 15:00 UTC+1    | Johan Devrindt 15′, 35′ | (2 – 2) Rapport | 26′, 51′, 70′ Janusz Żmijewski 45′ Lucjan Brychczy | Bryssel Publik: 45 000<refname="Rsssf"/> Domare: Juan Garay Gardeazabal (Spanien) | Bryssel Publik: 45 000<refname="Rsssf"/> Domare: Juan Garay Gardeazabal (Spanien) |
| 15:00 UTC+1 | 15:00 UTC+1    |                         |                 |                                                    | Bryssel Publik: 45 000<refname="Rsssf"/> Domare: Juan Garay Gardeazabal (Spanien) | Bryssel Publik: 45 000<refname="Rsssf"/> Domare: Juan Garay Gardeazabal (Spanien) |
| 15:00 UTC+1 | 15:00 UTC+1    |                         |                 |                                                    | Bryssel Publik: 45 000<refname="Rsssf"/> Domare: Juan Garay Gardeazabal (Spanien) | Bryssel Publik: 45 000<refname="Rsssf"/> Domare: Juan Garay Gardeazabal (Spanien) |

|             | 28 oktober 1967 | Frankrike         | 1 – 1           | Belgien            | Stade Marcel Saupin                                                            |                                                                                |
| 15:00 UTC+1 | 15:00 UTC+1     | Robert Herbin 84′ | (0 – 1) Rapport | 37′ Roger Claessen | Nantes Publik: 14 591<refname="Rsssf"/> Domare: Francesco Francescon (Italien) | Nantes Publik: 14 591<refname="Rsssf"/> Domare: Francesco Francescon (Italien) |
| 15:00 UTC+1 | 15:00 UTC+1     |                   |                 |                    | Nantes Publik: 14 591<refname="Rsssf"/> Domare: Francesco Francescon (Italien) | Nantes Publik: 14 591<refname="Rsssf"/> Domare: Francesco Francescon (Italien) |
| 15:00 UTC+1 | 15:00 UTC+1     |                   |                 |                    | Nantes Publik: 14 591<refname="Rsssf"/> Domare: Francesco Francescon (Italien) | Nantes Publik: 14 591<refname="Rsssf"/> Domare: Francesco Francescon (Italien) |

|             | 22 november 1967 | Belgien                                 | 3 – 0           | Luxemburg | Klokke Stadion                                                                    |                                                                                   |
| 19:30 UTC+1 | 19:30 UTC+1      | Johnny Thio 62′, 76′ Roger Claessen 66′ | (0 – 0) Rapport |           | Brygge Publik: 8 000<refname="Rsssf"/> Domare: William Augustine O'neill (Irland) | Brygge Publik: 8 000<refname="Rsssf"/> Domare: William Augustine O'neill (Irland) |
| 19:30 UTC+1 | 19:30 UTC+1      |                                         |                 |           | Brygge Publik: 8 000<refname="Rsssf"/> Domare: William Augustine O'neill (Irland) | Brygge Publik: 8 000<refname="Rsssf"/> Domare: William Augustine O'neill (Irland) |
| 19:30 UTC+1 | 19:30 UTC+1      |                                         |                 |           | Brygge Publik: 8 000<refname="Rsssf"/> Domare: William Augustine O'neill (Irland) | Brygge Publik: 8 000<refname="Rsssf"/> Domare: William Augustine O'neill (Irland) |

|             | 23 december 1967 | Frankrike                   | 3 – 1           | Luxemburg      | Parc des Princes                                                          |                                                                           |
| 14:30 UTC+1 | 14:30 UTC+1      | Charly Loubet 42′, 47′, 53′ | (1 – 0) Rapport | 85′ Jean Klein | Paris Publik: 7 320<refname="Rsssf"/> Domare: Heliodoro Garcia (Portugal) | Paris Publik: 7 320<refname="Rsssf"/> Domare: Heliodoro Garcia (Portugal) |
| 14:30 UTC+1 | 14:30 UTC+1      |                             |                 |                | Paris Publik: 7 320<refname="Rsssf"/> Domare: Heliodoro Garcia (Portugal) | Paris Publik: 7 320<refname="Rsssf"/> Domare: Heliodoro Garcia (Portugal) |
| 14:30 UTC+1 | 14:30 UTC+1      |                             |                 |                | Paris Publik: 7 320<refname="Rsssf"/> Domare: Heliodoro Garcia (Portugal) | Paris Publik: 7 320<refname="Rsssf"/> Domare: Heliodoro Garcia (Portugal) |